# Palazzo della Magdalena
Il Palazzo della Magdalena (Palacio de la Magdalena in spagnolo) è un palazzo situato nella penisola della Magdalena, nella città spagnola di Santander, in Cantabria (Spagna settentrionale), costruito tra il 1908 e il 1912 su progetto degli architetti Javier González Riancho e Gonzalo Bringas Vega come residenza estiva per Alfonso XIII di Spagna.
L'edificio è classificato come "monumento storico-artistico" (dal 1982).
Dal 1932 ha organizzato i corsi estivi presso l'Università Internazionale Menéndez Pelayo.

## Storia
La costruzione fu iniziata dal comune di Santander nel 1908, grazie ai proventi derivati da una sottoscrizione popolare da parte degli abitanti della città.

La costruzione terminò nel 1912.
La famiglia reale fece il proprio ingresso per la prima volta nel palazzo il 4 agosto 1913.
La residenza fu frequentata dalla famiglia reale per 17 anni consecutivi, dal 1913 al 1930.
Nel 1977 il sito fu aperto al pubblico e nel 1982 il palazzo venne dichiarato "monumento di interesse storico-artistico".

## Architettura

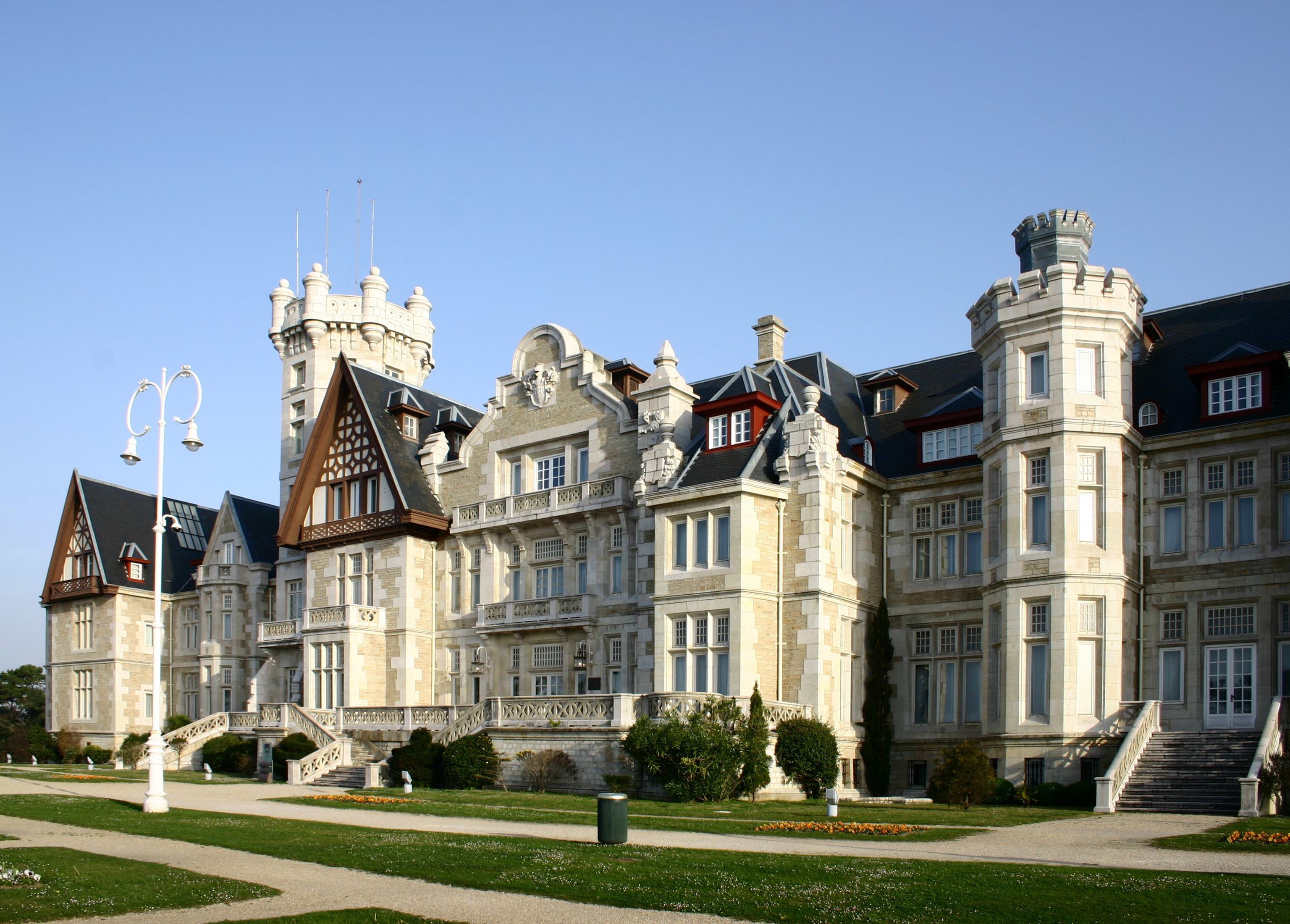
Altra vista della facciata principale

L'edificio presenta un connubio di vari stili, che vanno dallo stile francese allo stile inglese.

## Nella cultura di massa
- Il Palazzo della Magdalena è la principale ambientazione della serie televisiva spagnola Gran Hotel, girata a partire dall'estate del 2011.[3]